# Дербишир
Де́рбишир (англ. Derbyshire, /ˈdɑrbɪʃər/; /ˈdɑrbɪʃɪər/, послушатьо файле) — церемониальное графство в центре Англии, включающее в себя неметропольное графство Дербишир и унитарную административную единицу Дерби. Входит в состав региона Ист-Мидлендс. Столица неметропольного графства — Матлок, крупнейший город церемониального графства — Дерби. Население неметропольного графства (Дерби не входит) 758,100 человек (11-е место среди неметропольных графств; данные 2007 г.). Население церемониального графства (Дерби входит) 996,000 человек (20-е место среди церемониальных графств; данные 2007 г.).

## География
Общая площадь территории 2625 км² (21-е место среди церемониальных графств Англии); территория неметропольного графства — 2547км² (16-е место среди неметропольных графств Англии); территория города Дерби — 78 км².

## История
Люди появились на территории будущего Дербишира 200 тысяч лет назад во время межледникового периода. Дальнейшее заселение пришлось на верхний палеолит и неолит. Свидетельства существования кочевых племен сосредоточены вокруг известняковых пещер на границе с Ноттингемширом и относятся к временному отрезку от 12000 до 7000 лет до н. э. Также по всему графству раскиданы неолитические погребальные курганы, сконцентрированные преимущественно в центральном Дербишире.
В бронзовом веке в регионе появились первые поселения и люди начали вести сельское хозяйство. На болотах парка Пик-Дистрикт найдены следы зачистки земель под пашни, самих пашен и хижин.
Во время римского завоевания территория Дербишира привлекла захватчиков свинцовой рудой, которую в избытке можно было обнаружить в здешних известняковых холмах. Римляне населили всё будущее графство, построили несколько фортов — в том числе и на территории современного города Дерби. После ухода римлян Дербишир стал частью саксонского королевства Мерсия, несколько королей которого здесь и похоронены. После нормандского завоевания Англии большая часть лесных массивов Дербишира попала под «лесное право», став собственностью короля. Одно время вся территория графства принадлежала герцогству Ланкастерскому.
В XVIII веке отдаленность этого графства от главных экономических центров и изобилие быстрых рек привели к активному использованию водного ресурса, что способствовало промышленной революции. Она переломила характерный для Дербишира сельский уклад жизни, развив производство в городах, хотя горная промышленность ещё долгое время оставалась важным пунктом местной экономики.

## Административное деление
Административное деление церемониального графства Дербишир включает 8 районов и 1 унитарную единицу. Использованы данные переписи 2001 года.
| Церемониальное графство | Неметропольное графство /Унитарная единица | Район графства       | Население, человек | Площадь, км² | Плотность населения, чел/км² |
| ----------------------- | ------------------------------------------ | -------------------- | ------------------ | ------------ | ---------------------------- |
| Дербишир                | Дербишир                                   | 1. Хай-Пик           | 89433              | 539,15       | 166                          |
| Дербишир                | Дербишир                                   | 2. Дербишир-Дейлс    | 69469              | 792,42       | 88                           |
| Дербишир                | Дербишир                                   | 3. Саут-Дербишир     | 81562              | 338,12       | 241                          |
| Дербишир                | Дербишир                                   | 4. Эруош             | 110099             | 109,63       | 1,004                        |
| Дербишир                | Дербишир                                   | 5. Амбер-Вэлли       | 116471             | 265,39       | 439                          |
| Дербишир                | Дербишир                                   | 6. Норт-Ист-Дербишир | 96940              | 275,61       | 352                          |
| Дербишир                | Дербишир                                   | 7. Честерфилд        | 98845              | 66,03        | 1,497                        |
| Дербишир                | Дербишир                                   | 8. Болсовер          | 71766              | 160,33       | 448                          |
| Дербишир                | Дербишир                                   | Всего:               | 734585             | 2546,67      | 288                          |
| Дербишир                | 9. Сити-оф-Дерби                           | 9. Сити-оф-Дерби     | 221708             | 78,03        | 2,841                        |
| Дербишир                | Всего:                                     | Всего:               | 956293             | 2624,70      | 364,34                       |

## Политика

### Европейский парламент
Жители церемониального графства Дербишир принимают участие в выборах Европейского парламента, который в избирательный период 2009—2014 годов должен состоять из 736 делегатов. На последних выборах 4 июня 2009 года, регион Ист-Мидлендс, частью которого является Дербишир, избрал 5 делегатов:
- Roger Helmer, Emma McClarkin — Консервативная партия Великобритании
- Glenis Willmott — Лейбористская партия
- Derek Clark — Партия независимости Соединённого Королевства
- Bill Newton Dunn — Либеральные демократы

### Палата общин
Палата общин Великобритании — демократически избираемый орган, состоящий из 646 членов. Церемониальное графство Дербишир включает в себя 10 избирательных округов — Amber Valley, Bolsover, Chesterfield, Derby North, Derby South, Erewash, High Peak, North East Derbyshire, South Derbyshire и West Derbyshire. От каждого из этих округов избирается по одному члену палаты общин. На последних выборах 5 мая 2005 года в избирательных округах церемониального графства Дербишир были избраны 7 представителей Лейбористской партии, 2 — Либеральные демократы и единственный представитель Консервативной партии.
На выборах, которые состоялись 3 июня 2010 года, церемониальное графство Дербишир избрало уже одиннадцать членов палаты в одиннадцати избирательных округах.

### Лорд-лейтенант церемониального графства Дербишир
Представительские функции церемониального графства Дербишир возложены на назначаемого британским монархом лорд-лейтенанта. С 14 мая 2009 года этот пост занимает William Tucker. В прошлом, лорд-лейтенантами церемониального графства Дербишир были такие известные политические деятели как Уильям Кавендиш, 1-й герцог Ньюкасл-апон-Тайн (1592—1676) и Уильям Кавендиш, 4-й герцог Девонширский (1720—1764).

### Совет неметропольного графства Дербишир и городской совет Дерби
Церемониальное графство Дербишир не имеет единого органа законодательной власти. Вместо этого существует два равноправных органа местного самоуправления: совет неметропольного графства Дербишир, расположенный в городе Матлок, и совет города Дерби.
В совет неметропольного графства Дербишир, жители избирают 64 депутата, по одному от 64 избирательных округов. В результате выборов, состоявшихся 4 июня 2009 года, 33 депутата в совете — члены Консервативной партии, 22 — Лейбористской партии, 8 — либеральные демократы и 1 беспартийный.
Совет города Дерби находится на том же уровне в иерархии местных советов, что и совет неметропольного графства Дербишир, эти органы власти независимы друг от друга. Информацию о выборах в городской совет Дерби смотрите на соответствующей странице.

## Экономика
Современный Дербишир обладает смешанной экономикой — сельскохозяйственной на западе и некогда добывающей на востоке, хотя, как и во всей Великобритании, здесь сильно развита сфера услуг. В городе Дерби расположены штаб-квартиры таких компаний, как Rolls-Royce и Thorntons, кроме того, в наследство от промышленной революции графству остались развитые производства.
Та же промышленная революция соединила Дербишир с окружающими графствами железными дорогами и сетью каналов; также через графство проходит множество автомагистралей.

## Достопримечательности
Дербишир располагает множеством музеев, парков и исторических зданий, представляющих интерес для туристов и местных посетителей. Самым крупным парком на территории графства является небезызвестный Пик-Дистрикт (Peak District). Другие достопримечательности включают аристократические резиденции Чатсворс-Хауз, Кедлстон-Холл и Хардвик-Холл, разбитый на вершине горы парк «Хейтс оф Абрахам» (Heights of Abraham) и музей трамваев в деревне Крич. Кроме того, в Дербишире расположен ряд замков — Болсовер, Даффилд, Коднор, Мелборн, Певерил, Рибер, Холмсфилд и Хорстон.
В графстве распространён древний обычай Украшения источников (англ. well dressing, well flowering).

## Известные лица, связанные с Дербиширом
- Преподобный Уильям Ричардсон Линтон (1850—1908) — викарий прихода Ширли, ботаник. Известен своей обширной книгой о флоре Дербишира, опубликованной в 1903 году.
- Аллингем, Хелен (1848—1926) — знаменитая английская художница-акварелистка, иллюстратор.
- Билли Бествик (1875—1938), английский игрок в крикет, играл за Derbyshire County Cricket Club[англ.] c 1898 по 1926.
- Сайра Кхан (род. 1970) — английская журналистка и телеведущая, долгие годы работающая ведущей на «BBC» и снимающая для него документальные фильмы.
- Тесс Дэйли (род. 1969) — английская журналистка, телеведущая, актриса и писательница.
- Джейсон Стейтем (род. 1967) — английский актёр.
- Уильям Хоувит (1792—1879) — английский писатель и историк; муж писательницы Марии (Ботам) Хоувит (1799—1888).